# Культурний центр імені Ставроса Ніархоса
Культурний центр фонду Ставроса Ніархоса (грец. Κέντρο Πολιτισμού Ίδρυμα Σταύρος Νιάρχος) — культурний комплекс у Греції, розташований на проспекті Сингру в Каллітеї у Південних Афінах в Аттиці. Включає у себе будівлі Національної бібліотеки й Національної опери. Будівля розроблена архітектором Ренцо Піано й збудована завдяки допомозі фонду Ставроса Ніархоса. Вартість будівництва склала 566 мільйонів євро, будівля була відкрита у 2016 році й передана владі Греції в 2017 році.

## Проект
Плани про внесення значних пожертв фондом Ставроса Ніархоса з'явилися у 1998 році. Від самого початку фонд хотів зробити окремі пожертви Національній бібліотеці та Національній опері, але в 2006 році  вирішив збудувати один комплекс для обох організацій. Після перемовин з урядом Греції було обрано місце для будівництва (колишній іподром). У 2008 році італійський архітектор Ренцо Піано був запрошений як архітектор, роботи почалися у 2012 році.

## Споруда
Ренцо Піано передбачив, що споруда буде рости з землі на кшталт вибитого шматка із земної кори. Для цього був збудований штучний пагорб, а дах бібліотеки і оперного театру буквально виходили з нього, підтримуючи схил. Бібліотека знаходиться нижче оперного театру, який розташований на верхівці пагорба. Дах вкритий матеріалом із землі. За планом Піано, на вершині оперної споруди повинен був бути навіс у вигляді хмари, підтримуваний тонкими сталевими колонами. У комплекс входить глядацька зала опери на 1400 місць і зала театру пластики й танців на 400 місць.

## Виступи
- З 15 по 16 листопада 2016 року в Афінах перебував з візитом президент США Барак Обама, котрий виступив у культурному центрі з промовою.[8][9]
- На квітень 2017 року була запланована постановка «Макбета» Джузеппе Верді, а відкриття офіційного оперного сезону намічено на жовтень 2017 року.[10]